# Mandala

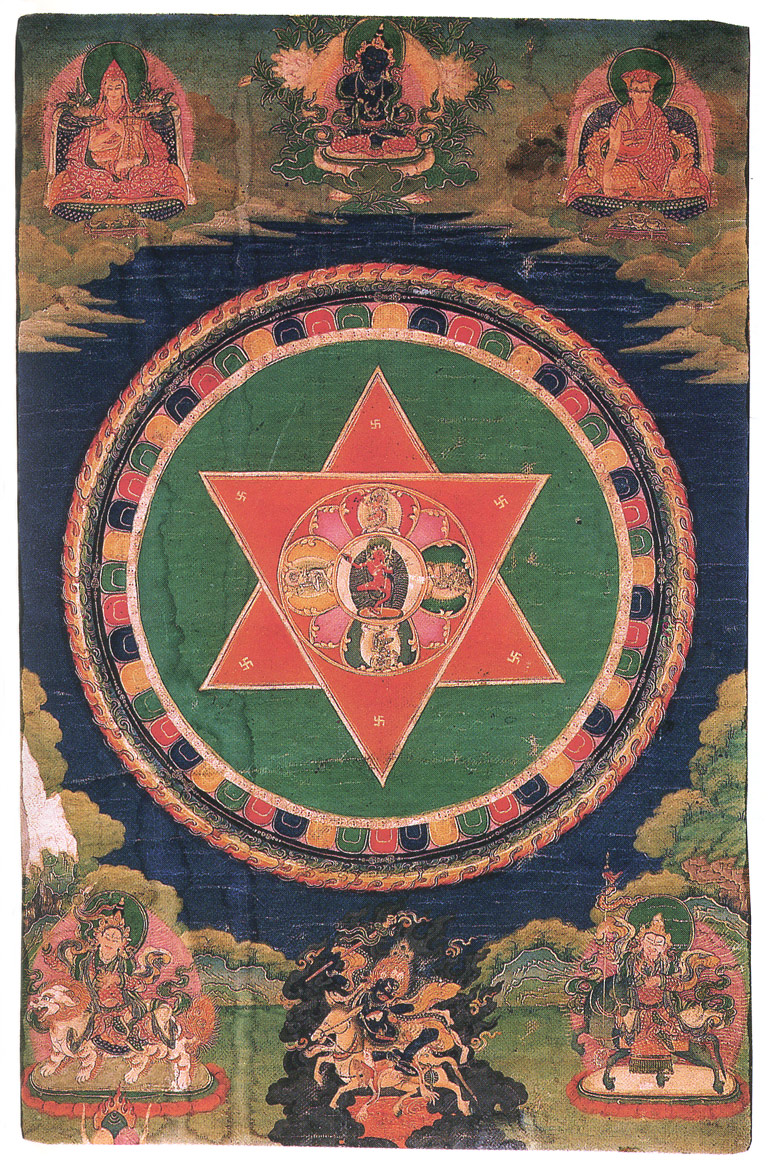
Mandala tibetana do século XIX

Mandala (em Sânscrito significa "círculo") é uma representação geométrica da dinâmica relação entre o homem e o cosmo. Refere-se a uma figura geométrica em que o círculo está circunscrito em um quadro ou o quadrado em um círculo. Essa figura possui ainda subdivisões, mais ou menos regulares, dividida por quatro ou múltiplos de quatro. Parecendo irradiada do centro ou se move para dentro dele, dependendo da perspectiva do indivíduo. Mandalas são utilizadas de modo esquemático e, ao mesmo tempo, pode ser entendida em certas tradições religiosas como um resumo da manifestação espacial do divino, uma “imagem do Mundo”. 

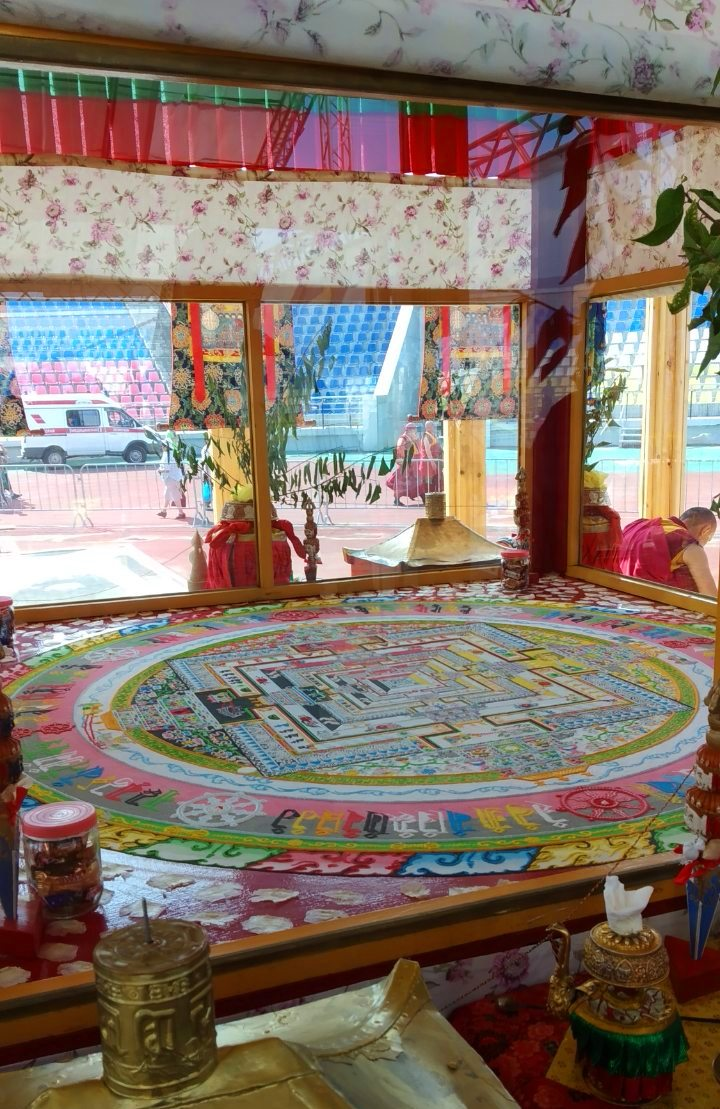
Mandala de Kalachakra em um pavilhão de vidro especial. Peregrinos budistas contornam o pavilhão no sentido horário três vezes.Buryatiya, 16 de julho de 2019

## Cristianismo

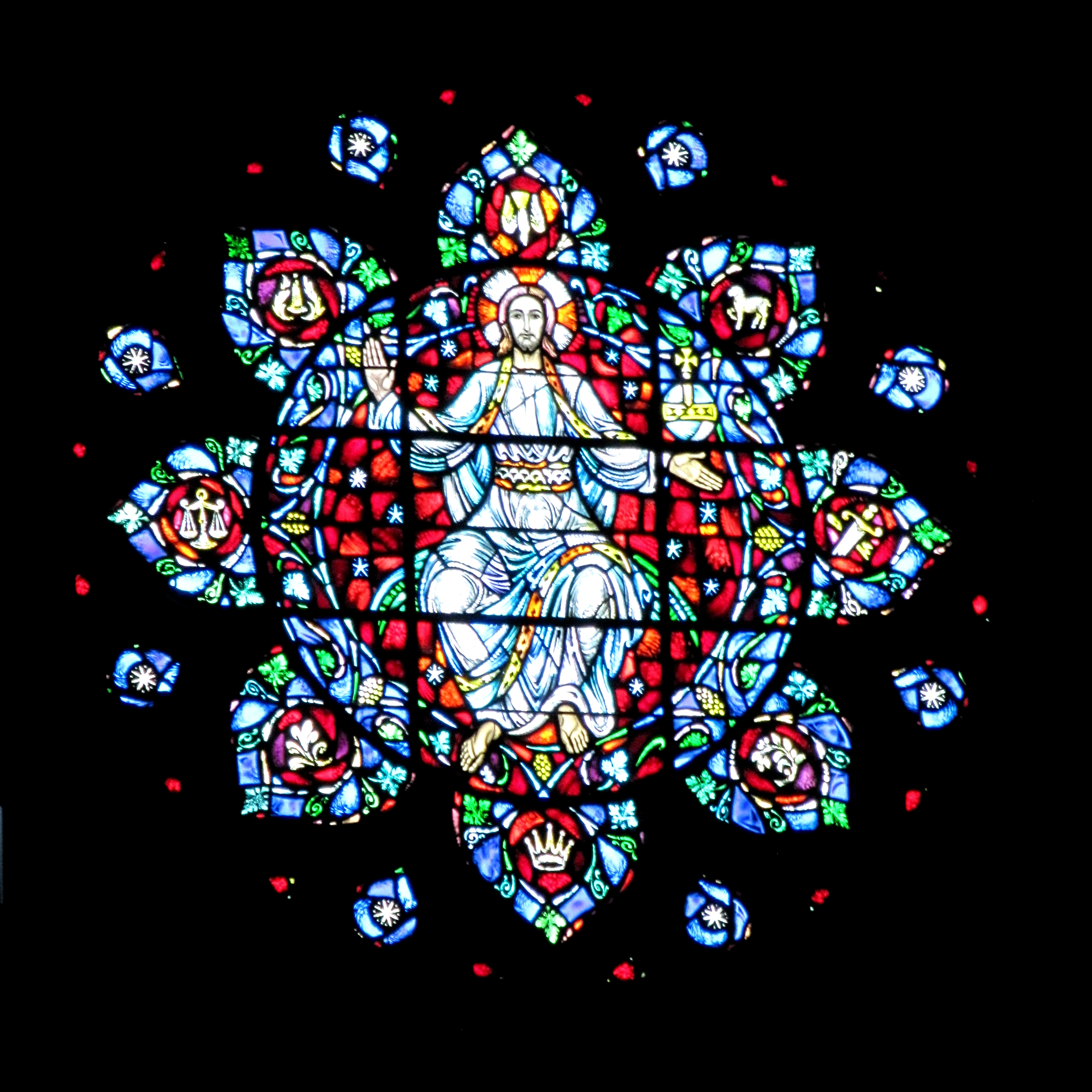
Janela redonda na Marsh Chapel, na Universidade de Boston.

Formas que evocam mandalas são predominantes no Cristianismo: a cruz céltica; o rosário; o halo; a auréola; oculi; a coroa de espinhos; janelas rosadas; a Rosa Cruz; e o dromenon no chão da Catedral de Chartres. O dromenon representa uma viagem do mundo externo ao centro sagrado interno onde o Divino é encontrado.
Os pavimentos de Cosmati, incluindo o da Abadia de Westminster, são geométricos, em forma de mandala em mosaico com designs do século XIII na Itália. Acredita-se que o Grande Pavimento da Abadia de Westminster incorpora geometrias divinas e cósmicas como a sede da entronização dos monarcas da Inglaterra.
Da mesma forma, muitas das Iluminações de Hildegard von Bingen podem ser usadas como mandalas, assim como muitas das imagens do Cristianismo esotérico, como no Hermetismo Cristão, na Alquimia e no Rosacrucianismo.
O alquimista, matemático e astrólogo John Dee desenvolveu um símbolo geométrico que ele chamou de Sigillum Dei (Selo de Deus) manifestando uma ordem geométrica universal que incorporou os nomes dos arcanjos, derivados de formas anteriores da clavícula salomonis (chave de Salomão).
O Monumento de Layer, um monumento funerário de mármore, do início do século XVII, na Igreja de São João Batista, em Norwich, Inglaterra, é um raro exemplo de iconografia cristã absorvendo o simbolismo alquímico para criar uma mandala na arte funerária ocidental.

## Hinduísmo

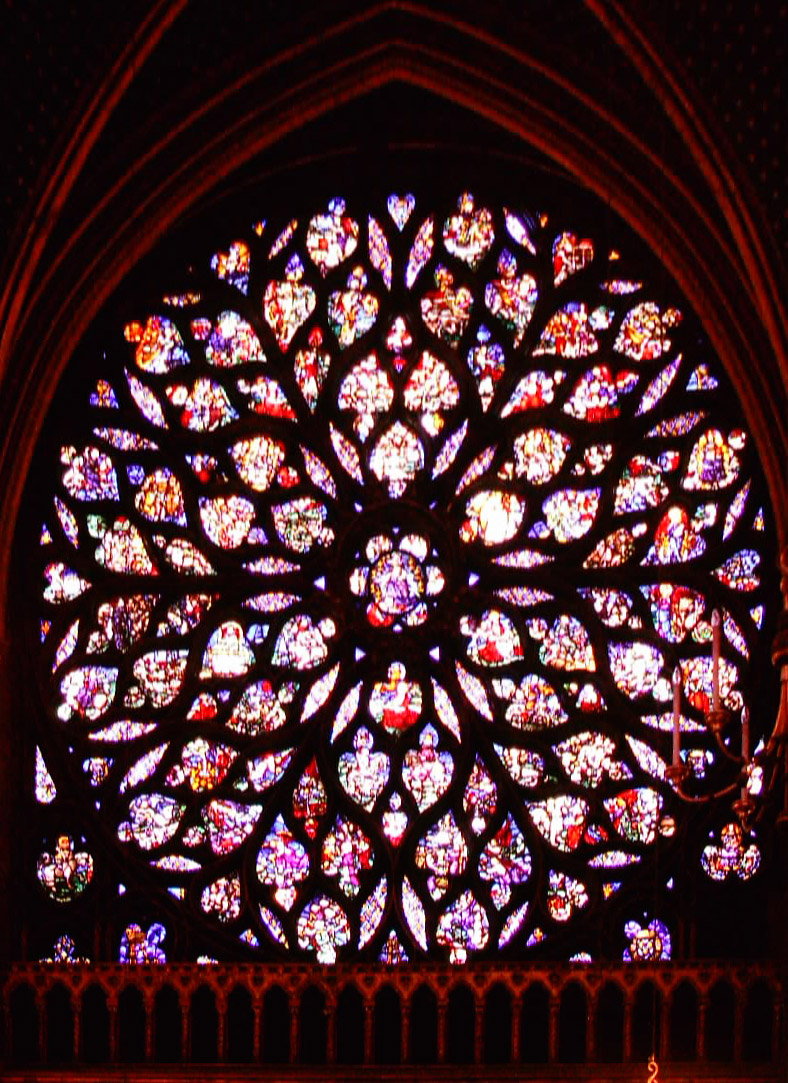
Detalhe de Rosácea na Sainte-Chapelle, França.

No hinduísmo, uma mandala básica, também chamada de yantra, assume a forma de um quadrado com quatro portas contendo um círculo com um ponto central. Cada portão tem a forma geral de um T. Mandalas costumam ter equilíbrio radial. A mandala tradicional hinduísta faz parte do ritual de orientação e do espaço sagrado central, que são: o altar e o templo. É o símbolo espacial da presença divina, no centro do Mundo (Vastu-Purusha mandala).

## Budismo
Na tradição budista, notadamente entre os adeptos da crença tântrica, a chamada mandala kalachakra (mandala da roda do tempo) está baseada em textos sagrados tibetanos, o Kalachakra Tantra, que segundo a tradição foi ensinado por Buda. Nessa mandala procura-se visualizar as divindades e seu resultado, que é a obtenção da Iluminação.
Essas figurações concêntricas das mandalas são imagens dos dois aspectos que são complementares e idênticos à realidade: o aspecto da razão original, que é inata nos seres humanos (e que utiliza imagens e idéias do Mundo material, ilusório) e o aspecto do conhecimento terminal produzido pelos exercícios físicos e mentais que são adquiridos pelos Budas (Iluminados) e que se fundem uns com os outros, na intuição do estado da mais alta felicidade possível, chamado Nirvana. Admite-se que esse estado mental é de grande liberdade e espontaneidade interior em que a mente humana goza de tranqüilidade suprema, pureza e estabilidade.
Originalmente criadas em giz, as mandalas são um espaço sagrado de meditação. Atualmente, são feitas com areia originária da Índia. No tantrismo, compõe-se de círculos e quadrados concêntricos (ou seja, com um centro comum) que formam uma imagem simbólica do mundo e que servem de instrumento para meditação. O objetivo dessa arte na cultura budista tibetana é reforçar as quatro Quatro Nobres Verdades. As mandalas são consideradas importantíssimas para os estudantes de budismo, de forma a prepará-los para o estudo do significado da iluminação.
O processo de construção de uma mandala é uma forma de meditação constante. É um processo bastante demorado, com movimentos meticulosos. O grande benefício para os que meditam a partir da mandala reside no fato de que a imaginaram mentalmente construída numa detalhada estrutura tridimensional.
No processo da construção de uma mandala, a arte transforma-se numa cerimônia religiosa e a religião transforma-se em arte. Quando a mandala está terminada, apresenta-se como uma construção extremamente colorida. Depois do ciclo é desmanchada, a areia é depositada, geralmente, na água. Apenas uma parte é guardada e oferecida aos participantes.
Um monge  inicia a destruição desenhando linhas circulares com seu dedo, depois espalham a areia e a colocam em uma urna. Quando a areia é toda recolhida, eles apagam as linhas que serviram de guia à construção e despejam a areia nas águas do rio.

## Mandala na visão da psicologia Analítica
Um dos Maiores estudiosos da história mundial, Carl Gustav Jung, dedicou boa parte do seu trabalho ao simbolismo da Mandala, sendo foco de muitos de seus escritos. Jung Investigou a fundo a influência das coisas nos seres a ponto de descobrir-se sob a influência do inconsciente coletivo. Quando surgem em sonhos ou em pinturas durante a análise junguiana, geralmente ocorrem em estados de dissociação psíquica ou de desorientação e foram tema de pesquisas da psiquiatra brasileira Nise da Silveira. 
Jung utilizou as mandalas como instrumento conceitual para analisar e assentar as bases sobre as estruturas arquetípicas da psique humana. O autor considerava que o comportamento humano se molda de acordo com duas estruturas básicas da consciência: a individual e a coletiva. A primeira se aprenderia durante a vida em particular; a segunda se herdaria de geração em geração.